# Sail Away (Randy Newman)
Sail Away è un album di Randy Newman, pubblicato dalla Reprise Records nel maggio del 1972.

## Il disco
L'album, che affronta con ironia temi scottanti e attuali di quel periodo, come il razzismo e la politica imperialista, contiene anche il brano You Can Leave Your Hat On, che divenne, nell'interpretazione di Joe Cocker, celebre canzone-simbolo del film 9 settimane e ½.

## Tracce
Tutti i brani sono composti da Randy Newman.
Lato A
1. Sail Away – 2:56
2. Lonely at the Top – 2:32
3. He Gives Us All His Love – 1:53
4. Last Night I Had a Dream – 3:01
5. Simon Smith and the Amazing Dancing Bear – 2:00
6. Old Man – 2:42

Durata totale: 15:04
Lato B
1. Political Science – 2:00
2. Burn On – 2:33
3. Memo to My Son – 1:56
4. Dayton, Ohio - 1903 – 1:47
5. You Can Leave Your Hat On – 3:18
6. God's Song (That's Why I Love Mankind) – 3:36

Durata totale: 15:10
Edizione CD del 2002, pubblicato dalla Rhino Records (8122-78244-2)
1. Sail Away – 2:52
2. Lonely at the Top – 2:34
3. He Gives Us All His Love – 1:56
4. Last Night I Had a Dream – 3:02
5. Simon Smith and the Amazing Dancing Bear – 2:05
6. Old Man – 2:44
7. Political Science – 2:01
8. Burn On – 2:34
9. Memo to My Son – 1:55
10. Dayton, Ohio - 1903 – 1:51
11. You Can Leave Your Hat On – 3:18
12. God's Song (That's Why I Love Mankind) – 3:45
13. Let It Shine – 1:44 – Bonus Track
14. Maybe I'm Doing It Wrong – 1:23 – Bonus Track - Studio Version
15. Dayton, Ohio - 1903 – 1:55 – Bonus Track - Early Version
16. You Can Leave Your Hat On – 2:47 – Bonus Track - Demo
17. Sail Away – 3:17 – Bonus Track - Early Version

Durata totale: 41:43

## Formazione
- Randy Newman - voce, pianoforte
- Ry Cooder - chitarra
- Chris Ethridge - basso
- Jim Keltner - batteria
- Russ Titelman - chitarra
- Wilton Felder - basso
- Gene Parsons - batteria
- Jimmy Bond - basso
- Earl Palmer - batteria
- Milt Holland - percussioni
- Louis Kauffman - violino
- Abe Most - sax alto (brano: Lonely at the Top)